# پورتیولید
پورتیولید (به هلندی: Poortvliet) یک منطقهٔ مسکونی در هلند است که در تولن (هلند) واقع شده‌است. پورتیولید ۳۱٫۳۶ کیلومتر مربع مساحت و ۱٬۷۰۶ نفر جمعیت دارد.